# Vodafone Portugal
Vodafone Portugal, anteriormente Telecel – Comunicações Pessoais, S.A., é uma operadora de telecomunicações portuguesa, que teve grande impacto nas comunicações móveis nacionais por ser, durante alguns anos, a única concorrente da TMN, e ainda por ter introduzido novos planos de tarifas desenhados para o perfil de cada cliente.

## História
A sociedade foi constituída em 1991, apresentando como principais acionistas os grupos Amorim e Espírito Santo, ambos com uma posição de 31,25% cada. A Pacific Telesis Internacional (mais tarde Airtouch) detinha 23% enquanto a Efacec, a Centrel e a LCC Eurofon reuniam no seu conjunto uma posição de 14,40%.
A empresa apresentou em junho de 1991 a candidatura a uma de duas licenças do ICP (atual ANACOM) para operar uma rede de telemóvel digital em Portugal. Em outubro de 1991, a empresa obteve a segunda licença GSM (a primeira foi obtida pela TMN).
O início das operações no sistema GSM ocorreu a 18 de outubro de 1992. A operadora ativou o serviço de Difusão Celular na sua rede.
Em 1993, a Efacec aliena a sua participação, seguida da Centrel em 1994, e a LCC Eurofon sai da estrutura acionista da empresa um mês antes da Oferta Pública de Venda (OPV), em novembro de 1996. Nesta altura, o grupo Amorim e o grupo Espírito Santo constituem a empresa Telepri, que reúne as ações da empresa detidas por ambos - 62,5% - e reduzem a posição para 10%. Assim, na OPV a posição da Airtouch é reforçada para 51%, seguida da Telepri com 10%, ficando as restantes ações dispersas no mercado. 
Em junho de 1997, o grupo Espírito Santo e o grupo Amorim, através da Telepri alienam em Bolsa a posição de 10%, passando as ações em Bolsa a 49%. A 30 de junho conclui-se o processo de fusão da Vodafone com a Airtouch. 
Em 2000, a Vodafone adquire os restantes 49% do capital da Telecel disperso em Bolsa.
A empresa reformulou a sua denominação, passando a chamar-se Telecel Vodafone em janeiro de 2001 e finalmente Vodafone a partir de 22 de outubro desse ano.
Mesmo com este nome começou a disponibilizar serviços criados pela Vodafone, como por exemplo o Eurocall, Centro de Mensagens, Serviço de Apoio ao Cliente e Voice Mail, e o acesso a estes serviços no estrangeiro na mesma forma como em Portugal.
Em julho de 2015, é a primeira operadora de televisão em Portugal a lançar um canal de televisão em 4K.
Já em 21 de outubro de 2015, a Vodafone faz parceria com a Netflix para esta estrear em Portugal.
Em julho de 2016, a Vodafone Portugal entra no capital da Sport TV, juntando à NOS e à Olivedesportos, ficando com um terço do capital e do direito de voto.
No último semestre de 2017, em setembro, a Vodafone Portugal assina um acordo com a NOS para a partilha das redes de fibra ótica e infraestruturas móveis, conseguindo ambas chegar assim a 4,4 milhões de casas e disponibilizar velocidades de internet na ordem do gigabit por segundo.
A 7 de fevereiro de 2022, a Vodafone sofreu um ciberataque em grande escala que interrompeu o serviço da operadora aos seus 4 milhões de clientes em Portugal.. Em outubro de 2023, a Vodafone lançou o telemóvel Google Pixel 7a.